# 杜万
杜万（法語：Doingt，法語發音：[dwɛ̃]）是法国上法蘭西大區索姆省的一个市镇，属于佩罗讷区。

## 地理
杜万（49°55'22"N, 2°57'55"E）面积8.61 平方千米，位于法国上法蘭西大區索姆省，该省份为法国北部沿海省份，北起加来海峡省和北部省，西接滨海塞纳省和大西洋英吉利海峡，南至瓦兹省，东临埃纳省。
与杜万接壤的市镇（或旧市镇、城区）包括：比尔-库尔塞勒、比叙、卡尔蒂尼、梅尼勒布兰泰勒、佩罗讷。

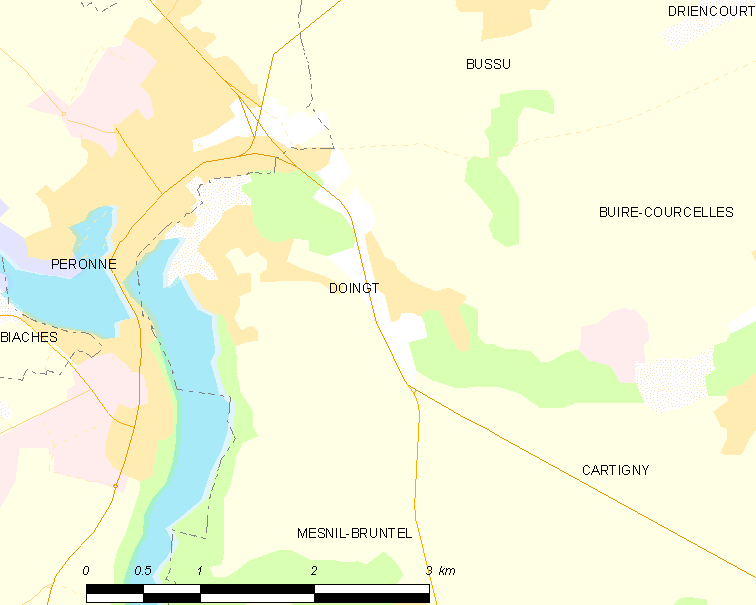
杜万的OSM定位图

杜万的时区为UTC+01:00、UTC+02:00（夏令时）。

## 行政
杜万的邮政编码为80200，INSEE市镇编码为80240。

## 政治
杜万所属的省级选区为佩罗讷县。

## 人口

1962-2008年间杜万人口变化图示

杜万于2022年1月1日时的人口数量为1394人。